# Wolfgang Böhme (Meteorologe)
Artur Wolfgang Böhme (* 11. März 1926 in Dresden; † 24. Februar 2012 in Berlin) war ein deutscher Meteorologe.

## Leben
Wolfgang Böhme wurde als Sohn eines Werkzeugmachers geboren. Er besuchte von 1932 bis 1936 die Grundschule Dresden-Löbtau und anschließend von 1936 bis 1944 die Annenschule in Dresden. Danach diente er in den letzten beiden Jahren des Zweiten Weltkriegs bei einer Artillerieeinheit der Wehrmacht.
Nach einer Hilfsarbeit konnte er bis 1946 sein Abitur ablegen. Dann erhielt er eine Beschäftigung als Beobachter beim Sächsischen Landeswetterdienst bei Radebeul-Wahnsdorf. Im Jahre 1947 wechselte er für zwei Jahre zum Meteorologischen Zentralobservatorium nach Potsdam.
Das Studium der Meteorologie und der Geophysik nahm er 1948 an der Humboldt-Universität zu Berlin (HU) auf und schloss es 1953 mit dem Diplom ab. Bis 1958 wirkte er als Aspirant an der HU, um dann seine Promotion 1958 zum Dr. rer. nat. zu erlangen. Der Titel seiner Dissertationsschrift war Zum Zweischichtenproblem der atmosphärischen Turbulenzreibung und den damit zusammenhängenden Abweichungen vom geostrophischen Wind. Mitglied der SED war er seit 1954. Von 1958 bis 1966 wirkte er als wissenschaftlicher Mitarbeiter, Abteilungsleiter und stellvertretender Direktor beim Meteorologischen Dienst, um dann von 1967 bis 1990 dort als Direktor tätig zu sein.
Im Jahr 1970 erreichte er seine Habilitation an der Universität Rostock mit der Arbeit Über den etwa 2jährigen Zyklus der allgemeinen Zirkulation und seine Ursachen. Ein Jahr später wurde er als Honorarprofessor an der HU im Fach Meteorologie beschäftigt. Im Jahre 1990 trat er in den Ruhestand.

## Mitgliedschaften und Positionen

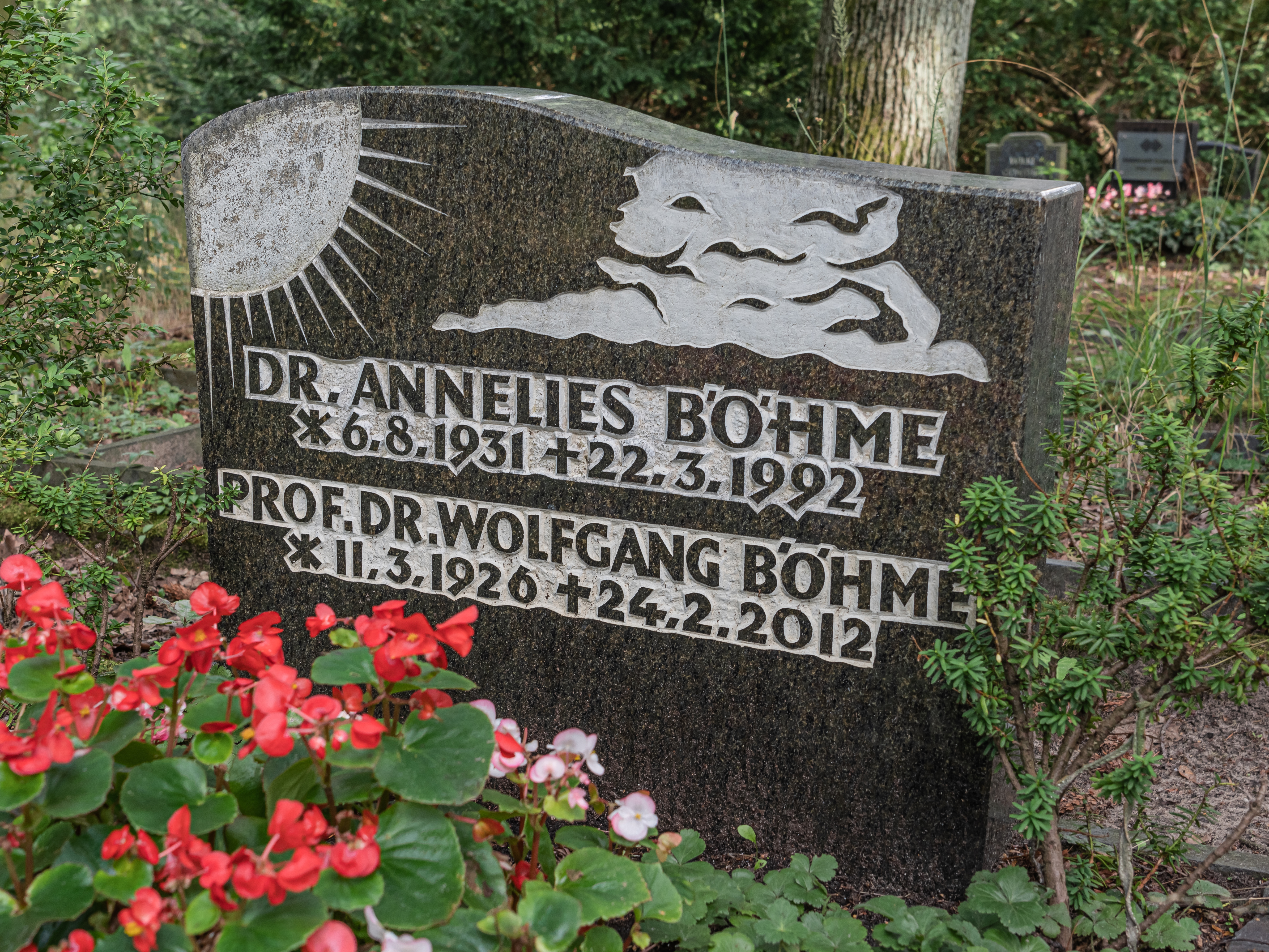
Grabstein für Böhme auf dem Neuen Friedhof Potsdam

- 1970–1990 Vizepräsident der Meteorologischen Gesellschaft der DDR
- 1974–1978 Mitglied im Büro des COSPAR
- 1977 korrespondierendes Mitglied der Akademie der Wissenschaften der DDR
- 1980 ordentliches Mitglied der Akademie der Wissenschaften der DDR
- 1979–1990 Leiter der Berichterstatter der Commission for Atmospheric Sciences der WMO für Fragen der Klimaforschung
- 1990 Leiter einer Gruppe zum Weltklimaprogramm auf der 2. Weltklimakonferenz in Genf
- Mitglied der Leibniz-Sozietät